# My Best Friend 3
『My Best Friend 3』（マイ ベスト フレンド スリー）は、國府田マリ子の4枚目のベストアルバムである。

## 収録曲
1. 淋しがりやの恋
作詞・作曲：うえだまり、編曲：亀田誠治
1stマキシシングル「淋しがりやの恋」より
2. ハチミツ
作詞・作曲：松本タカヒロ、編曲：亀田誠治
2ndマキシシングル「ハチミツ」より
3. 世界中のポスト
作詞・作曲：泉川そら、編曲：亀田誠治
2ndマキシシングル「ハチミツ」より
4. 心の矢印
作詞・作曲：泉川そら、編曲：亀田誠治
3rdマキシシングル「心の矢印」より
5. トマト
作詞・作曲：泉川そら、編曲：亀田誠治
7thアルバム『そら』より
6. もんしろちょう
作詞・作曲：松本タカヒロ、編曲：亀田誠治
4thマキシシングル「もんしろちょう」より
7. その時まで
作詞：渡辺高章、作曲：鶴谷崇、編曲：井上うに
5thマキシシングル「その時まで」より
8. Lifelike 〜It's now or never〜
作詞：國府田マリ子、作曲・編曲：expo
『Mariko Kouda Presents GMCD』より
9. 花
作詞：鈴木哲彦、作曲：expo、編曲：山田直毅、井上うに
6thマキシシングル「花」より
10. 空の手のひら
作詞：Chang Jung、作曲・編曲：遠藤浩二
7thマキシシングル「空の手のひら」より
劇場映画『八月の幻』主題歌
11. Ta・ra・ra
作詞：國府田マリ子、作曲：イズミカワソラ、編曲：鶴谷崇、マリくまちゃん
8thマキシシングル「Ta・ra・ra」より
12. 地球の想い〜ほしの想い〜
作詞：國府田マリ子、作曲：松本タカヒロ、編曲：宮田繁男
9thマキシシングル「地球の想い〜ほしの想い〜」より
13. Horizon 2003
作詞：國府田マリ子、作曲：ながつきまろん、編曲：井上うに
『Mariko Kouda Presents GMCD II』より
14. 羽根
作詞：國府田マリ子、作曲・編曲：西脇辰弥
10thアルバム『音いろえんぴつ〜十二色〜』より